# Graffenrieda chrysandra
Graffenrieda chrysandra är en tvåhjärtbladig växtart som först beskrevs av August Heinrich Rudolf Grisebach, och fick sitt nu gällande namn av José Jéronimo Triana. Graffenrieda chrysandra ingår i släktet Graffenrieda och familjen Melastomataceae. Inga underarter finns listade i Catalogue of Life.